# Kenyacus pusillus
Kenyacus pusillus (лат.) — вид жужелиц рода Kenyacus из подсемейства Harpalinae. Название происходит от латинское прилагательного, означающего «очень маленький, крошечный» и относящееся к относительно небольшому размеру тела нового вида.

## Распространение
Тропическая Африка: Уганда (Western Region, Kasese District, Rwenzori Mts. National Park).

## Описание
Бескрылые жуки мелких размеров, в длину около 3 мм (3,2—3,6 мм), ширина 1,4—1,6 мм. Отличаются от близких видов по следующим признакам: тело от светло-коричневого до коричневого, дорсальная поверхность слегка блестящая, брюшная поверхность немного бледнее спинной; вершины мандибул буроватые; шов надкрылий бледнее, чем у другой части надкрылий; щупики, усики и ноги коричневато-жёлтые. Ментум без срединного зуба, лигулярный склерит с четырьмя преапикальными щетинками, надглазничная пора расположена далеко от надглазничной борозды, метепистерна короткая. Голова большая, с широкой шеей.

## Таксономия
Вид был впервые описан в 2019 году российским энтомологом Борисом Михайловичем Катаевым (Зоологический институт РАН, Санкт-Петербург) по материалам из Африки.